# Адаптивная скользящая средняя Кауфмана
Адаптивная скользящая средняя Кауфмана (AMA, KAMA, AMkA от англ. Kaufman's Adaptive Moving Average) — технический индикатор, разновидность адаптивной скользящей средней, построенной на базе экспоненциально сглаженной скользящей средней и оригинальной методики определения и применения волатильности в качестве динамически изменяющейся сглаживающей константы.
Индикатор Адаптивная скользящая средняя разработан Перри Кауфманом (англ. Perry J. Kaufman) и впервые представлен в 1995 году в его книге «Умный трейдинг: повышение эффективности на изменяющемся рынке» (англ. Smarter Trading: Improving Performance in Changing Markets).

## Предпосылки создания индикатора
При использовании классических скользящих средних в качестве индикатора технического анализа трейдеры сталкиваются с необходимостью выбора оптимальной ширины окна для их расчётов.
В общем случае, это нетривиальная задача, породившая целую ветвь технического анализа, возникало предложение автоматизировать выбор этого параметра.
В 1992 году Тушар Шонде (англ. Tushar Chande) разработал адаптивную модель скользящей средней (VIDYA), в которой ширина окна зависит от волатильности цены, а в 1995 году Перри Кауфман предложил свою версию подобного технического индикатора.
Основным посылом Кауфмана было желание реализовать консервативное следование в направлении тренда, при этом быстро получать сигнал на динамичном рынке и своевременно закрывать позиции, когда рынок становится ненаправленным.

## Методика расчёта

### Базовая формула
Адаптивная скользящая средняя Кауфмана является производной от классической экспоненциально сглаженной скользящей средней с переменным коэффициентом сглаживания.
То есть каждый раз используется классическая формула
{\displaystyle {\textit {EMA}}_{t}=\alpha \cdot {\textit {close}}_{t}+(1-\alpha )\cdot {\textit {EMA}}_{t-1},}
в которой сглаживающая константа {\displaystyle \alpha } вычисляется динамически и в общем случае различается для каждого периода.

### Коэффициент эффективности
Для определения состояния рынка Перри Кауфман вводит понятие коэффициент эффективности (ER от англ. efficiency ratio), который основан на соотношении общего движения цены (direction) и суммы абсолютных значений шумовых движений рынка (volatility) за определенный период (n):
{\displaystyle {\textit {direction}}_{t,n}=|{\textit {close}}_{t}-{\textit {close}}_{t-n-1}|,}
{\displaystyle {\textit {volatility}}_{t,n}=\sum _{i=0}^{n-1}|{\textit {close}}_{t-i}-{\textit {close}}_{t-i-1}|,}
{\displaystyle {\textit {EfficiencyRatio}}_{t,n}={\frac {{\textit {direction}}_{t,n}}{{\textit {volatility}}_{t,n}}}={\frac {|{\textit {close}}_{t}-{\textit {close}}_{t-n-1}|}{\sum _{i=0}^{n-1}|{\textit {close}}_{t-i}-{\textit {close}}_{t-i-1}|}},}
где {\displaystyle {\textit {direction}}_{t,n},{\textit {volatility}}_{t,n},{\textit {EfficiencyRatio}}_{t,n}} — соответственно общее движение цены, сумма шумовых движений и коэффициент эффективности в момент {\displaystyle t} за период {\displaystyle n}; {\displaystyle {\textit {close}}_{i}} — цена закрытия периода {\displaystyle i}.
Из представленных формул видно, что коэффициент эффективности может изменяться в пределах от 0 до 1. Причём его значение стремится к нулю, когда на рынке нет направленного движения, и к единице, когда рынок движется однонаправленно. Если график цены будет представлять собой горизонтальную прямую линию коэффициент эффективности будет равен единице.

### Сглаживающая константа
На следующем этапе происходит вычисление изменяющейся сглаживающей константы (SSC от англ. scaled smoothing constant), которая строится исходя из предположения, что в зависимости от коэффициента эффективности она должна «помнить» данные за разное количество предыдущих периодов.
То есть на трендовом рынке следует применять быструю скользящую среднюю (рассчитываемую на узком окне), а на нетрендовом — медленную (рассчитываемую на широком окне).
Причём конкретное значение ширины окна должно получаться автоматически исходя из значения коэффициент эффективности:
{\displaystyle {\textit {fastest}}={\frac {2}{f+1}}}
{\displaystyle {\textit {slowest}}={\frac {2}{s+1}}}
{\displaystyle {\textit {smooth}}_{t,n,f,s}={\textit {EfficiencyRatio}}_{t,n}\cdot ({\textit {fastest}}-{\textit {slowest}})+{\textit {slowest}},}
где {\displaystyle {\textit {fastest}},{\textit {slowest}}} — классические сглаживающие коэффициенты для экспоненциально сглаженной скользящей средней, а {\displaystyle {smooth}_{t,n,f,s}} — изменяющаяся сглаживающая константа вычисленные для момента {\displaystyle t}, используя для построения коэффициент эффективности {\displaystyle {\textit {EfficiencyRatio}}_{t,n}} окно размером {\displaystyle n} периодов, принимающим в качестве быстрого коэффициента сглаживания — {\displaystyle {\textit {fastest}},f} периодов, а в качестве медленного коэффициента сглаживания — {\displaystyle {\textit {slowest}},s} периодов.
Для более эффективного воздействия изменяющейся сглаживающей константы (SSC) на сильно зашумленных участках рынка, со слабой трендовой составляющей Кауфман рекомендует в качестве динамического коэффициента сглаживания в формулах экспоненциально сглаженной скользящей средней использовать квадрат SSC:
{\displaystyle c_{t,n,f,s}={\textit {smooth}}_{t,n,f,s}^{2}=({\textit {EfficiencyRatio}}_{t,n}\cdot ({\textit {fastest}}-{\textit {slowest}})+{\textit {slowest}})^{2}.}

### Адаптивная скользящая средняя
Конечная формула для адаптивной скользящей средней будет выглядеть следующим образом:
{\displaystyle {\textit {AMA}}_{t,n,f,s}=c_{t,n,f,s}\cdot {\textit {close}}_{t}+(1-c_{t,n,f,s})\cdot {\textit {AMA}}_{t-1},}
где {\displaystyle {\textit {AMA}}_{t,n,f,s},{\textit {AMA}}_{t-1,n,f,s}} — значения адаптивной скользящей средней в момент времени {\displaystyle t} и {\displaystyle t-1} (текущее и предыдущее значения), {\displaystyle c_{t,n,f,s}} — вторая степень изменяющейся сглаживающей константы, {\displaystyle {\textit {close}}_{t}} — цена закрытия текущего периода {\displaystyle t}.

## Оригинальные значения параметров
В качестве оригинальных параметров Кауфман использовал:
- {\displaystyle n=10} (для окна вычисления коэффициента эффективности),
- {\displaystyle f=2} (для быстрой скользящей средней),
- {\displaystyle s=30} (для медленной скользящей средней).

При подстановке указанных параметров в формулы получим (c оригинальным округлением):
{\displaystyle {\textit {direction}}_{t,10}=|{\textit {close}}_{t}-{\textit {close}}_{t-9}|}
{\displaystyle {\textit {volatility}}_{t,10}=\sum _{i=0}^{9}|{\textit {close}}_{t-i}-{\textit {close}}_{t-i-1}|}
{\displaystyle {\textit {EfficiencyRatio}}_{t,10}={\frac {{\textit {direction}}_{t,10}}{{\textit {volatility}}_{t,10}}}={\frac {{\textit {close}}_{t}-{\textit {close}}_{t-9}}{\sum _{i=0}^{9}|{\textit {close}}_{t-i}-{\textit {close}}_{t-i-1}|}}}
{\displaystyle {\textit {fastest}}={\frac {2}{2+1}}={\frac {2}{3}}=0,6667}
{\displaystyle {\textit {slowest}}={\frac {2}{30+1}}={\frac {2}{31}}=0,06452}
{\displaystyle {\textit {smooth}}_{t,10,2,30}={\textit {EfficiencyRatio}}_{t,10}\cdot ({\textit {fastest}}-{\textit {slowest}})+{\textit {slowest}}={\textit {EfficiencyRatio}}_{t,10}\cdot 0,6021+0,0645}
{\displaystyle c_{t,10,2,30}={\textit {smooth}}_{t,10,2,30}^{2}=({\textit {EfficiencyRatio}}_{t,10}\cdot 0,6021+0,0645)^{2}}
{\displaystyle {\textit {AMA}}_{t,10,2,30}=c_{t,10,2,30}\cdot {\textit {close}}_{t}+(1-c_{t,10,2,30})\cdot {\textit {AMA}}_{t-1,10,2,30}.}

## Торговые стратегии
Торговые стратегии построенные на адаптивной скользящей средней Кауфмана являются общими для всех трендеследующих индикаторов:
- Открыть длинную позицию (закрыть короткую), когда график цены пересекает график AMA снизу вверх.
- Закрыть длинную позицию (открыть короткую), когда график цены пересекает график AMA сверху вниз.

Важно заметить, что AMA меняет направление своего движения в точности в точке пересечения своего графика с графиком цены, то есть для торговли достаточно сравнивать текущее и предыдущее значение индикатора:
- Открыть длинную позицию (закрыть короткую), когда текущее значение AMA стало больше его предыдущего значения.
- Закрыть длинную позицию (открыть короткую), когда текущее значение AMA стало меньше его предыдущего значения.

## Фильтрация
Несмотря на динамическую подстраиваемость адаптивной скользящей средней к рыночной волатильности Кауфман считал, что его индикатор даёт слишком много ложных сигналов.
Поэтому предложил дополнительную методику фильтрации основанной на оценке среднеквадратического отклонения разности адаптивной скользящей средней на соседних периодах.
Для этого, в качестве исследуемой случайной величины берётся изменение AMA между периодами:
{\displaystyle \Delta _{i}={\textit {AMA}}_{i}-{\textit {AMA}}_{i-1}.}
Затем, вычисляется среднеквадратическое отклонение этого изменения:
{\displaystyle \sigma _{t}={\sqrt {{\frac {1}{d}}\sum _{i=0}^{d-1}\left(\Delta _{t-i}-{\bar {\Delta _{t}}}\right)^{2}}},}
где {\displaystyle \sigma _{t}} — среднеквадратическое отклонение изменения {\displaystyle AMA} в соседних периодах — {\displaystyle \Delta _{i}}, {\displaystyle {\bar {\Delta }}_{t}={\frac {1}{d}}\sum _{i=0}^{d-1}\Delta _{t-i}} — математическое ожидание {\displaystyle \Delta _{i}} за {\displaystyle d} периодов.
В качестве фильтра используется доля полученного стандартного отклонения:
{\displaystyle {\textit {filter}}_{t}=K\cdot \sigma _{t},}
где {\displaystyle {\textit {filter}}} — значение фильтра на основе стандартного отклонения движений индикатора, {\displaystyle K} — процентный коэффициент.

## Численные значения для фильтра
Зачастую, в качестве периода d для фильтра принимается то же количество периодов, что и для построения коэффициент эффективности:
{\displaystyle d=n=10.}
Что же касается процентного коэффициента для фильтра — {\displaystyle K}, то Кауфман рекомендовал использовать различные значения, например, для фьючерсов и на рынке форекс использовать значения около 10 % ({\displaystyle K=0,1}), а на рынке акций — до 100 % ({\displaystyle K=1}).

## Торговые стратегии с использованием фильтров
При использовании адаптивного скользящего среднего с фильтром аналитики рекомендуют придерживаться следующей стратегии:
- Открыть длинную позицию (закрыть короткую), когда {\displaystyle {\textit {AMA}}_{t}-{\textit {min}}({\textit {AMA}})>{\textit {filter}}_{t}}.
- Закрыть длинную позицию (открыть короткую), когда {\displaystyle {\textit {max}}({\textit {AMA}})-{\textit {AMA}}_{t}>{\textit {filter}}_{t}}.

В этих формулах {\displaystyle {\textit {min}}({\textit {AMA}})} — минимальное значение АМА в точке разворота снизу вверх, {\displaystyle {\textit {max}}({\textit {AMA}})} — максимальное значение АМА в точке разворота сверху вниз, {\displaystyle {\textit {filter}}} — значение фильтра на основе стандартного отклонения движений индикатора.

## Связь с другими индикаторами
Кроме того, что Адаптивная скользящая средняя Кауфмана является разновидностью индикаторов скользящих средних используя методику экспоненциально сглаженной скользящей средней стоит отметить, что для вычисления коэффициента эффективности используется фактически индикатор скорости изменения (за период для direction и сумма однопериодных для volatility).
Также можно обратить внимание на то, что именно Кауфман стал первым использовать оценки на основе среднеквадратических отклонений (тут для построения фильтра), которые впоследствии в том или ином виде использовались многими аналитиками, в частности в Линиях Боллинджера.